# Diaphorus iowensis
Diaphorus iowensis är en tvåvingeart som beskrevs av Robinson 1964. Diaphorus iowensis ingår i släktet Diaphorus och familjen styltflugor.
Artens utbredningsområde är Iowa. Inga underarter finns listade i Catalogue of Life.